# Вебер, Отто
Карл Эми́ль О́тто Ве́бер (нем. Carl Emil Otto Weber; 17 октября 1832, Берлин — 23 декабря 1888[…], Лондон) — немецкий художник бытового жанра, пейзажист и анималист. Один из первых художников школы Понт-Авена.

## Биография
Родился в семье торговца Вильгельма Вебера. Учился в Прусской академии художеств у Карла Штеффека, в Париже — у Тома Кутюра. В период с 1863—1864 годов путешествовал по Бретани где написал серию жанровых работ.
В 1864 году впервые в Парижском салоне экспонировалась его картина Noce à Pont-Aven. Продолжал экспонироваться в Парижском салоне до 1869 года; был награждён двумя медалями. Картина «La curée du chevreuil» находится в собрание Музей Орсе.
С началом Франко-прусской войны покинул Францию и путешествовал по Италии, год провёл в Риме. В 1872 году по ходатайству королевы Виктории переехал в Лондон где ежегодно выставлялся в Королевской академии художеств.